# LIGHTS (愛美の曲)
「LIGHTS」（ライツ）は、愛美の楽曲。2021年12月27日にKING AMUSEMENT CREATIVEより、各種音楽配信サービスにてリリースされた。

## 概要
自身初となる配信シングル作品で、愛美がアニメタイアップ楽曲の作詞を手掛けたのも今作が初となる。
テレビアニメ『現実主義勇者の王国再建記』第二部 エンディングテーマとなっている。
2022年1月5日にはYouTube Liveでの生配信が行われ、その直後にミュージックビデオがプレミア公開される。

## 収録内容
| #  | タイトル   | 作詞 | 作曲          | 編曲  | ストリングス編曲 | 時間 |
| -- | ---------- | ---- | ------------- | ----- | ---------------- | ---- |
| 1. | 「LIGHTS」 | 愛美 | 佐藤樹、Kon-K | Kon-K | 岸田勇気         | 4:05 |